# Opisthoxia olivenzaria
Opisthoxia olivenzaria là một loài bướm đêm trong họ Geometridae.